# Andrew McFarlane (Amerikaanse acteur)
Andrew McFarlane (Fort Lauderdale, 3 augustus 1986) is een Amerikaans acteur.

## Carrière
McFarlane begon op twaalfjarige leeftijd zijn carrière als model, hierna begon hij als acteur in tv-commercials en in lokale theaters.
McFarlane begon als acteur voor televisie in 1996 in de televisieserie 7th Heaven. Hierna heeft hij nog meerdere rollen gespeeld in televisieseries en films. Hij is vooral bekend van zijn rol als Tony Jeffers in de televisieserie My Wife and Kids waar hij in 28 afleveringen speelde.

## Filmografie

### Films
- 2009 Dance Flick – als D
- 2009 Just Peck – als FrankTyrone
- 2005 Fellowship – als Petey
- 2004 State's Evidence – als Tyrone
- 2000 Hot Boyz – als Joseph
- 2000 Our Lips Are Sealed – als jongen
- 1999 Simply Irresistible – als de Poët
- 1998 Late Show with David Letterman 5th Anniversary Special – als Bradley

### Televisieseries
Uitgezonderd eenmalige gastrollen.
- 2008-2011 The Secret Live of the American Teenager – als Jason – 14 afl.
- 2001-2005 My Wife and Kids – als Tony Jeffers – 28 afl.
- 2002 The West Wing – als Anthony Marcus – 4 afl.
- 2000 ER – als Jesse Roberts – 2 afl.
- 1999-2000 The Amanda Show – als Nick – 3 afl.
- 1998-2000 Any Day Now – als Carver Washington – 4 afl.